# Randstadspoor

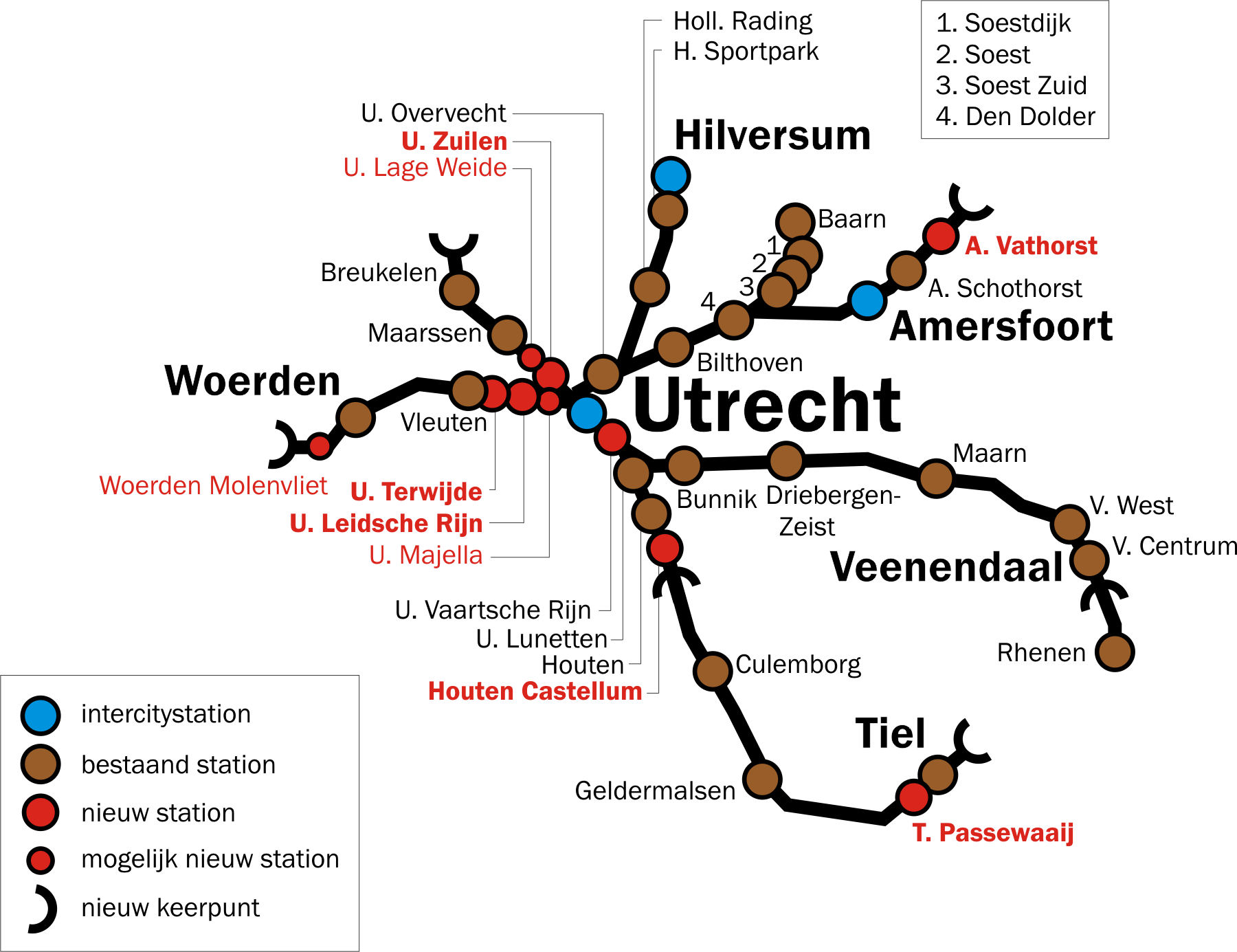
Overzicht van de stations en keersporen in het project.

Het Randstadspoor is een netwerk van voorstadstreinen (metro-achtige treinen) in de regio Utrecht. Het netwerk is enigszins vergelijkbaar met de S-Bahn in veel Duitse steden en de RER in Parijs. Het project Randstadspoor loopt sinds maart 1997, toen het startsein werd gegeven voor een verkenning naar de mogelijkheden voor een hoogwaardig netwerk van regionale railverbindingen rond de stad Utrecht. Een vergelijkbaar project rond Den Haag en Rotterdam is in ontwikkeling onder de naam Stedenbaan.
Meerdere van deze stations bedienen Vinexwijken zoals de stations in Leidsche Rijn, Amersfoort Vathorst en Houten Castellum zodat inwoners van die wijken gebruik kunnen maken van hoogwaardig openbaar vervoer. De ontsluiting van deze wijken per openbaar vervoer, en het tegengaan van verkeerscongestie in de regio Utrecht, zijn dan ook reden en aanleiding geweest voor (het doorgaan van) Randstadspoor.

## Beschrijving
Het netwerk van Randstadspoor bestaat uit de volgende lijnen:
- Woerden – Utrecht Centraal – Geldermalsen/Tiel v.v.
- Breukelen – Utrecht Centraal – Driebergen-Zeist v.v. (met uitlopers naar Veenendaal Centrum en Rhenen)
- Utrecht Centraal – Amersfoort Vathorst v.v. (met zijtakken van Utrecht naar Baarn en Hilversum)

Op deze lijnen is het aantal sporen uitgebreid. Er zijn keersporen aangelegd en nieuwe stations gebouwd, waarna hier een metro-achtige dienst kan worden gereden. De treinen kunnen 6 keer per uur rijden. Indien Randstadspoor succesvol blijkt, kunnen stations worden toegevoegd.
Tussen Woerden en Houten en tussen Breukelen en Utrecht profiteert Randstadspoor van de gerealiseerde spoorverdubbelingen. Op deze trajecten zijn twee eigen sporen beschikbaar voor sprinters. Dit levert capaciteit op voor stops op deze drukke baanvakken. De opening van enkele van de nieuwe stations hing nauw samen met deze spoorverdubbelingen: eerder is er geen mogelijkheid om deze stations te bedienen.
In 2016 is met de gebruikname van het station Vaartsche Rijn en de spoorverdubbelingen tussen Utrecht Centraal, Vaartsche Rijn en Utrecht Lunetten, het centrale deel van het project Randstadspoor gereedgekomen. Randstadspoor is in 2018 geheel verwezenlijkt met de ingebruikname van de viersporigheid tussen Utrecht Centraal en Utrecht Leidsche Rijn. Los van het project Randstadspoor is station Driebergen-Zeist in 2020 uitgebreid en geschikt gemaakt voor het keren van sprinters. Station Geldermalsen wordt gezien als halte aan een van de Randstadspoorlijnen maar het station is verder als een op zichzelf staand project in 2021 uitgebreid zodat ook dit station geen knelpunt meer vormt bij een mogelijke uitbreiding van het aantal Randstadspoortreinen.

## Spoorverdubbelingen en vrije kruisingen
Om het concept mogelijk te maken zijn er (voor een regionaal project) over een relatief lange afstand sporen verdubbeld. Met deze verdubbeling hebben ook de Intercity's naar Rotterdam, Den Haag en Leiden tot Woerden hun eigen sporen. De extra sporen tot en met Houten hebben capaciteit gecreëerd die nu wordt gebruikt voor een tien minuten frequentie voor Intercity's. Ook zijn er met dit project twee 'dive unders' (vrije kruisingen) bij de Utrechtse wijk Lunetten gebouwd zodat zowel elkaar tegemoet komende treinen als elkaar kruisende treinen elkaar niet meer hinderen.

### Utrecht - Breukelen
De spoorverdubbeling tussen Breukelen en Utrecht (in het kader van het oudere plan Rail 21), inclusief vernieuwde stations in Breukelen en Maarssen, is eind april 2007 in gebruik genomen, en in juni 2007 werd het nieuwe station Utrecht Zuilen in de dienstregeling opgenomen. Met ingang van dienstregeling 2009 wordt er volgens een kwartiersdienst gereden van Utrecht Centraal naar Breukelen. Omdat het aantal reizigers tegenviel en de subsidie afliep is met de invoering van de dienstregeling van 2015 het aantal sprinters teruggebracht naar een halfuursdienst buiten de spits en op zaterdag.

### Woerden - Utrecht
Het traject Woerden - Utrecht is uitgebreid van twee naar vier sporen, waarbij in de wijk Leidsche Rijn de spoorbaan verhoogd is, om de barrièrewerking van het spoor te verminderen. In 2007 is het eerste deel van deze verhoogde spoorbaan in gebruik genomen met twee sporen en nieuwe stations in Vleuten en Utrecht Terwijde. Hierna is de oude spoorbaan opgebroken, om plaats te maken voor de aanleg van de tweede helft van het verhoogde spoor. De viersporige baan door Leidsche Rijn is op 21 juni 2010 in gebruik genomen. 29 oktober 2018 volgde het gedeelte tussen Utrecht en het Amsterdam-Rijnkanaal. De treinen keren sinds 10 juni 2013 bij Woerden Molenvliet op de spoorlijn Woerden - Leiden. Hiertoe is die lijn vanuit Woerden tot aan Molenvliet verdubbeld tot 2 sporen. De spoorlijn uit Leiden takt met een tweesporige ongelijkvloerse aansluiting aan op de hoofdlijn Gouda - Utrecht.

### Utrecht - Houten

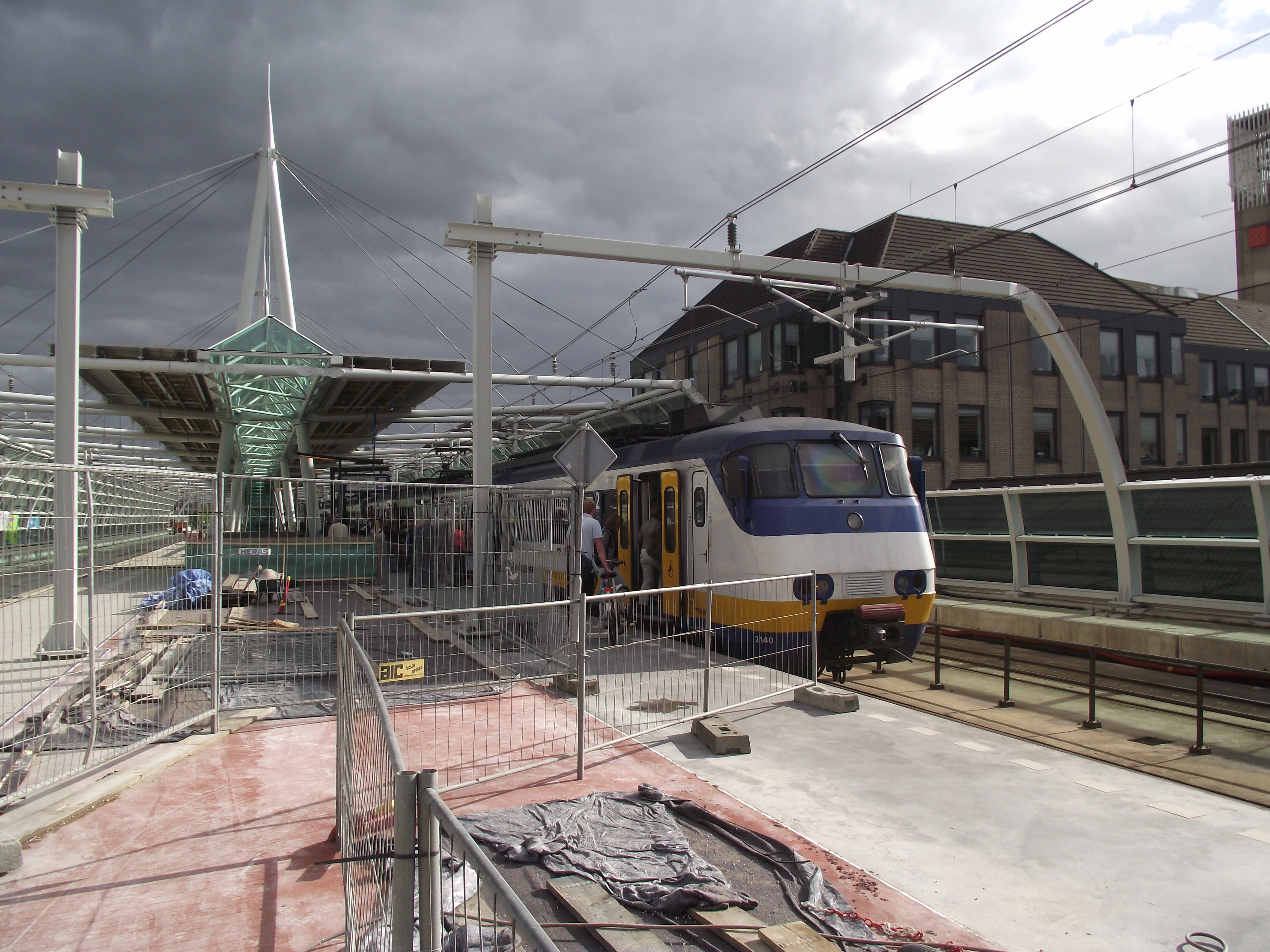
Een stoptrein langs het middenperron in Houten. In de andere richting werd een noodperron gebruikt. De overige twee sporen waren nog niet in dienst.

Het traject Utrecht - Houten Castellum wordt in twee fasen uitgebreid. In 2007 is de spoorverdubbeling begonnen in Houten, waarbij de stations Houten en Houten Castellum werden vervangen. Dit gedeelte was eind 2010 gereed. De spoorverdubbeling tussen Utrecht Centraal en Houten, met het nieuwe station Utrecht Vaartsche Rijn en het verplaatste Utrecht Lunetten, is in 2016 gereed gekomen.
Bij de spoorverdubbeling tussen Utrecht Vaartsche Rijn en de splitsing bij Lunetten heeft ProRail samengewerkt met de projectorganisatie van de Uithoflijn. Prorail heeft hier gelijktijdig de onderbouw van de Uithoflijn laten aanleggen zoals meerdere viaducten en de tramhalte Vaartsche Rijn.

## Nieuwe stations
Op 1 juli 2004 heeft toenmalig minister Karla Peijs van Verkeer en Waterstaat haar handtekening onder het project gezet. Er worden minder stations gebouwd dan oorspronkelijk voorzien. Hieronder de wel gerealiseerde Randstadspoorstations:
- Amersfoort Vathorst (geopend op 28 mei 2006)
- Tiel Passewaaij (geopend op 14 april 2007)
- Utrecht Zuilen (geopend op 10 juni 2007)
- Utrecht Terwijde (geopend op 7 november 2007, van 2003 tot en met 2007 tijdelijk station)
- Houten Castellum (geopend op 12 december 2010, van 2001 tot en met 2008 tijdelijk station)
- Utrecht Leidsche Rijn (geopend op 8 juni 2013)
- Utrecht Vaartsche Rijn (geopend op 22 augustus 2016)

De volgende stations zijn voor onbepaalde tijd uitgesteld:
- Utrecht Koningsweg
- Utrecht Lage Weide
- Utrecht Oudenoord
- Utrecht Majella[6]
- Bilthoven West
- Maarssen Noord
- Woerden Molenvliet